# 이라크 스타스 리그
이라크 스타스 리그(Iraq Stars League)는 이라크의 최상위 축구 리그로 20개의 클럽이 참여하는 대회이며 1974년에 시작된 이 대회는 이라크 축구 협회가 관할한다. 1974년 이전의 리그에는 주로 수도인 바그다드를 연고로 하는 팀만이 참가했었고 바그다드 슈퍼리그라는 명칭으로 불렸던 이 대회는 1962년부터 시작되었으며 11년 동안 진행된 바그다드 슈퍼리그에서는 알쇼르타 SC가 6번의 리그 우승을 차지하면서 강팀으로 불렸으며 2022-23 시즌부로 이라크 프리미어리그에서 이라크 스타스 리그로 리그명이 변경되었다.

## 현재 구성
사담 후세인이 통치하던 때부터 이라크 리그는 많은 변화가 있었는데 리그는 10월에 시작하여 7월에 종료되며 다른 국가의 최상위 리그가 단일 리그로 진행되는 것과는 달리 이라크의 최상위 리그는 3개의 그룹으로 나뉘어 진행된다. 
그러나 전쟁으로 인해 바그다드의 클럽들은 두 개의 그룹으로 나뉘었고 전후 첫 해에 리그는 28개팀이 7개 팀씩 지역에 따라 남부, 북부, 바그다드의 2그룹을 비롯해 총 4개 그룹으로 나뉘어 진행되었다. 
2006-07 시즌에는 4개 그룹에 23개 팀으로 감소했고 2007-08 시즌부터는 바그다드의 2개 그룹을 하나로 통합하여 3개 그룹으로 진행되었다. 
2008-09 시즌부터는 남부, 북부의 2개 그룹으로 진행되었고 2011-12 시즌부터는 팀 수를 20개 팀까지 줄이며 단일 리그로 전환되었으며 리그 우승팀은 AFC 챔피언스리그 엘리트, 리그 준우승팀과 이라크 FA컵 우승팀은 AFC 챔피언스리그 2에 출전한다.

## 2023-24 시즌 참가 클럽
- 알후두드 SC
- 알카흐라바 FC
- 알카르크 SC
- 알미나 SC
- 알나프트 SC
- 알나자프 FC
- 알카심 SC
- 알쿠와 알자위야
- 알쇼르타 SC
- 알탈라바 SC
- 알자우라 SC
- 아마나트 바그다드
- 두호크 SC
- 아르빌 SC
- 카르발라 SC
- 나프트 알바스라
- 나프트 알와사트
- 네우로즈 SC
- 자코 SC

## 역대 우승 팀
| - 1974-75 : 알쿠와 알자위야 - 1975-76 : 알자우라 - 1976-77 : 알자우라 - 1977-78 : 알미나 - 1978-79 : 알자우라 - 1979-80 : 알쇼르타 - 1980-81 : 알탈라바 - 1981-82 : 알탈라바 - 1982-83 : 살라하딘 FC - 1983-84 : 알자이시 - 1984-85 : 이란-이라크 전쟁으로 중지됨 - 1985-86 : 알탈라바 - 1986-87 : 알라시드 | - 1987-88 : 알라시드 - 1988-89 : 알라시드 - 1989-90 : 알쿠와 알자위야 - 1990-91 : 알자우라 - 1991-92 : 알쿠와 알자위야 - 1992-93 : 알탈라바 - 1993-94 : 알자우라 - 1994-95 : 알자우라 - 1995-96 : 알자우라 - 1996-97 : 알쿠와 알자위야 - 1997-98 : 알쇼르타 - 1998-99 : 알자우라 - 1999-00 : 알자우라 | - 2000-01 : 알자우라 - 2001-02 : 알탈라바 - 2002-03 : 이라크 전쟁으로 중지됨 - 2003-04 : 이라크 전쟁으로 중지됨 - 2004-05 : 알쿠와 알자위야 - 2005-06 : 알자우라 - 2006-07 : 아르빌 SC - 2007-08 : 아르빌 SC - 2008-09 : 아르빌 SC - 2009-10 : 두호크 FC - 2010-11 : 알자우라 - 2011-12 : 아르빌 SC - 2012-13 : 알쇼르타 - 2013-14 : 알쇼르타 - 2014-15 : 나프트 알와사트 - 2015-16 : 알자우라 |

## 클럽별 우승횟수
| 클럽            | 횟수 |
| --------------- | ---- |
| 알자우라        | 13   |
| 알쿠와 알자위야 | 5    |
| 알탈라바        | 5    |
| 알쇼르타        | 4    |
| 아르빌 SC       | 4    |
| 알카르흐        | 3    |
| 알자이시        | 1    |
| 알미나          | 1    |
| 살라하딘 FC     | 1    |
| 두호크 FC       | 1    |
| 나프트 알와사트 | 1    |